# Alpinia arctiflora
Espèce
Classification phylogénétique
Alpinia arctiflora  est une espèce de plantes à fleurs du genre Alpinia et de la famille des Zingiberaceae. C'est une plante herbacée vivace endémique du Nord-Est du Queensland en Australie.
Elle pousse dans la forêt humide depuis le niveau de la mer jusqu'à une altitude de 1 150 m.
Le botaniste britannique George Bentham, assisté du Baron Ferdinand von Müller, en a publié la description en anglais en 1873 dans le Volume 6, page 265 de son ouvrage Flora Australiensis.
Ferdinand von Müller, avait publié la description en latin de cette espèce sous le nom de Hellenia arctiflora F.Muell en 1873 dans le volume 8 page 25 de son ouvrage "Fragmenta phytographiæ Australiæ".

## Utilisation
Les fruits en sont mangés par les Casoars. (Cooper & Cooper (1994))

## Synonymes
Hellenia arctiflora F.Muell